# Piper colon-insulae
Piper colon-insulae är en pepparväxtart som beskrevs av William Trelease. Piper colon-insulae ingår i släktet Piper och familjen pepparväxter. Inga underarter finns listade i Catalogue of Life.